# Santrra Oxyd
Santrra Oxyd (richtiger Name: Sandra Herbener; * 23. Juli 1961 in Konstanz) ist eine deutsche Musikerin, deren musikalischer Stil von Punk und tibetischer Folklore geprägt ist.

## Biografie
Mit 14 Jahren verließ sie ihre Familie und siedelte um nach Freiburg und ab Anfang der 1980er-Jahre nach Berlin. Dort besuchte sie die Schule, arbeitete in einem Naturkostladen und war Groupie bei DAF und den Einstürzenden Neubauten. Ab etwa 1983 trat sie selbst als Musikerin in Erscheinung. Bereits früh hatte sie Kontakt mit der Drogenszene und war bis 1982 drogenabhängig. 1986 erfolgte die Ordination zur Zen-Nonne. Im gleichen Jahr zog sie sich bei einem Fahrradunfall einen Riss in der Gehirnhaut zu, trat zwar noch regelmäßig mit ihrem Akkordeon auf, zog sich sonst aber aus der Öffentlichkeit zurück. 1993 erlitt sie einen Bandscheibenvorfall und beschloss auf Grund von Träumen vom Dalai Lama nach ihrer Genesung zu dessen Aufenthaltsort Dharmshala in Indien zu reisen. Ab 1994 reiste sie mehrmals nach Asien, unter anderem eben nach Dharmshala, wo sie den Dalai Lama tatsächlich auch traf. Dort lernte sie auch ihren späteren Mann Ngawang Gelek kennen, einen tibetischen Lama und Exilanten, der dort nach einem dreijährigen Gefängnisaufenthalt infolge einer Demonstration tibetischer Mönche gegen die chinesische Besatzung als Einsiedlermönch lebte. Gelek gab sein Zölibat auf und heiratete Sandra Herbener, die als Zen-Nonne kein Zölibat hatte. Sie zogen zusammen nach Deutschland, wo kurz darauf, im Juli 1995, die gemeinsame Tochter Tara Tenzin Namdröl geboren wurde. Die ungewöhnliche Ehe, die Thema eines Dokumentarfilms wurde, wurde 2003 geschieden.

## Musik
Santrra Oxyd begann ihre musikalische Karriere mit einem unkonventionellen Stil, der dem Punkrock nahesteht. Allerdings benutzte sie als prägendes (und später einziges) Instrument ein Akkordeon, was gelegentlich zu einer öffentlichen Wahrnehmung als „deutsche Chansonsängerin“ führt. Ihr Gesang und teilweise ihre Musik wird immer wieder mit Nico verglichen. Diese ungewöhnliche Kombination verschaffte ihr schnell einen Ruf in der Berliner Subkultur. Zunächst trat sie unter dem Pseudonym Atropa Belladonna ohne Plattenvertrag und Management auf. 1983 trat sie der Band Die Haut bei, von der sie sich jedoch einige Monate später wieder trennte. 1984 wurde sie Mitglied der Punkband Mannamaschine, der sie durch ihr Akkordeonspiel und ihre auffällige Stimme eine charakteristische Erscheinung verlieh. Ferner gab es auch ein gemeinsames Projekt mit Frieder Butzmann. Wie dieser wird auch Santrra gelegentlich zu den sogenannten Genialen Dilletanten gerechnet. Ihren ersten Soloauftritt (zunächst noch als Santrra) hatte sie 1985 im Café Swing. Überregional bekannt wurde sie vor allem durch ihren Auftritt beim Berlin Atonal-Festival. Ab 1986 folgten deutschlandweit Konzerte. Ein Konzert in Potsdam wurde vom ZDF gefilmt. Weitere Auftritte fanden unter anderem auf der documenta in Kassel und bei einer John-Peel-Session in der Zeche Bochum statt. Es folgten mehrere Fernsehauftritte und der SFB drehte ein Porträt über sie.
Nach einer mehrjährigen Zwangspause, bedingt durch gesundheitliche Probleme und Asienreisen, trat sie ab 1996 wieder vermehrt auf. Sie widmete sich tibetischer Folklore, die sie oft zusammen mit ihrem Mann spielt. Viele Auftritte fanden im Rahmen von Benefizveranstaltungen für Tibet und anderen asiatischen Themen statt.
Sie begann 2003 ihre Memoiren zu schreiben: Sex, Drugs, Punk und Jenseits von Tibet, Memoiren einer Berliner Zen Nonne, fand aber nach Abschluss, 2 Jahre später, keinen Verlag dafür. Daraufhin besann sie sich wieder auf ihre musikalischen Wurzeln, komponierte neue Lieder, lernte etwas professioneller mit dem Akkordeon umzugehen und trat ab Mai 2008 entweder mit eigenen Songs solo oder tibetischen Liedern mit dem Ex-Gatten Tschaglung Tulku Ngawang Gelek auf.

## Weitere Auftritte
Neben ihrer Karriere als Musikerin gab es immer wieder auch andere Auftritte. Bereits im Alter von 15 Jahren trat sie als Fotomodell für Wohlfahrtsmarken der Deutschen Post auf. 1995 posierte sie als Fotomodell hochschwanger nackt vor dem von Christo und Jeanne-Claude verhüllten Berliner Reichstag.
1985 spielte sie Theater. Sie übernahm die Rolle der Cordelia in König Lear. Das Stück wurde im Künstlerhaus Bethanien aufgeführt.
Ende der 1980er-Jahre war sie als Moderatorin für Radio 100 tätig.
Ab Ende der 1990er-Jahre trat sie in mehreren Talkshows des deutschen Fernsehens zum Thema Drogen auf, in denen sie über ihre Sucht und den Entzug berichtete.
Ab 1999 verfilmte die Regisseurin Solveig Klaßen die ungewöhnliche Liebesgeschichte Santrras mit Ngawang Gelek. Der Film Jenseits von Tibet war eine Koproduktion mit der Deutschen Film- und Fernsehakademie Berlin im Auftrag des ZDF in Zusammenarbeit mit Arte. Er wurde mehrfach ausgezeichnet (Der junge Löwe Bayerischer Dokumentarfilmpreis; Preis der Jugendjury, Internationaler Dokumentarfilmpreis Leipzig; Sonderpreis der Jury, Filmfestival Graz; Nominierung für VPRO Joris Ivens Award, Amsterdam; Prädikat: besonders wertvoll).

## Diskografie
- Santrra.. und sonst Niemand (RebelRecords/SPV, 1984)
- Oxyd (Zensor, 1986)
- Aglowing Ambrosia (Oxyd Vers.) auf Armut stillt Hunger[3] (Sanft & Mutig Prod., 1986)
- König und Königin (Zensor, 1987; englische Version: King & Queen)
- unpublished live-recording (Eigenvertrieb, 1993)
- Jenseits von Tibet (Eigenvertrieb, 2001)
- live in der küche (Mitschnitt eines Radio Specials von Radio-Z in Fürth, 2006)

## Andere Veröffentlichungen
- Jenseits von Tibet (Film, 2000)
- Sex, Drugs, Punk und „Jenseits von Tibet“ – Memoiren einer Berliner Zen-Nonne (Buch, 2007)